# Phyllodoce groenlandica
Phyllodoce groenlandica is een borstelworm uit de familie Phyllodocidae.
De wetenschappelijke naam van de soort werd in 1842 gepubliceerd door Anders Sandøe Ørsted.